# Maurício Branco
Maurício Branco Nunes (Brasília, 1 de dezembro de 1969) é um ator brasileiro.

## Filmografia

### Televisão
| Ano  | Título                    | Personagem           | Notas                        | Emissora          |
| ---- | ------------------------- | -------------------- | ---------------------------- | ----------------- |
| 1992 | De Corpo e Alma           | Felipe Santos Varela |                              | Rede Globo        |
| 1994 | Você Decide               | Bandido              | Episódio: "As Flores do Mal" | Rede Globo        |
| 1996 | Confissões de Adolescente | Eduardo              |                              | TV Cultura        |
| 1996 | A Idade da Loba           | Paulo Henrique       |                              | Rede Bandeirantes |
| 1997 | A Sétima Bala             |                      |                              | Rede Record       |
| 1997 | Vida Bandida              | Leonardo Pareja      |                              | Rede Record       |
| 1997 | Dona Anja                 | Alcebíades           |                              | SBT               |
| 1998 | Labirinto                 | Lamego               |                              | Rede Globo        |
| 1999 | Malhação                  | Ian                  |                              | Rede Globo        |
| 2000 | Angel Road                | —                    |                              | Rede Globo        |
| 2001 | A Padroeira               | —                    |                              | Rede Globo        |
| 2002 | Desejos de Mulher         | Estilista            |                              | Rede Globo        |
| 2007 | Sete Pecados              | Decorador            | Participação especial        | Rede Globo        |
| 2008 | Dance, Dance, Dance       | Antônio              |                              | Rede Bandeirantes |
| 2009 | A Lei e o Crime           | Afonso               |                              | Rede Record       |
| 2011 | Natália                   | Glória               |                              | TV Brasil         |
| 2012 | Máscaras                  |                      |                              | Rede Record       |
| 2014 | Só se for a três          |                      |                              | Multishow         |
| 2015 | Verdades Secretas         | Dante                |                              | Rede Globo        |

## Trabalhos no cinema
- 2000 - AI-5 “O Dia que não Existiu” [Direção: Paulo Markun & Adélia Sampaio]
- 2000 - Minha Vida em suas Mãos [Direção: José Antônio Garcia]
- 1997 - Contos de Lygia e Morte [Direção: Déo Rangel]
- 1997 - A Cilada com os 5 Morenos [Direção: Luís Borges]
- 1995 - Acossado [Direção: Ricardo Nauemberg
- 1995 - The Big Shit [Direção: Renata Neves]
- 1994 - Impala 60 [Direção: Mauro Lima]
- 1994 - Deus Jr [Direção: Mauro Lima]

Em 2005, dirigiu o documentário "Rio 77/78".

## Trabalhos no teatro
- 2018 - “As Bibas são de Júpiter”[2]
- 2003/2007 - Uma Noite em Branco [Direção: Luis Fernando Borges]
- 2001 - Frisson - O Musical [Direção: Marcelo Saback]
- 1999 - Nem Morto [Direção: Yoya Wursch]
- 1995 - À Beira do Mar Aberto [Direção: Gilberto Gawronsky]
- 1994 - Lição de Anatomia [Direção: Carlos Matthus]
- 1994 - Se Você me Ama [Direção: Frances Mayer]
- 1993 - Viagem ao Centro da Terra [Direção: Bia Lessa]
- 1993 - Orlando [Direção: Bia Lessa]